# Nicholsina denticulata
Nicholsina denticulata е вид бодлоперка от семейство Scaridae. Видът не е застрашен от изчезване.

## Разпространение и местообитание
Разпространен е в Гватемала, Еквадор, Колумбия, Коста Рика, Мексико, Никарагуа, Панама, Перу, Салвадор, САЩ и Хондурас.
Обитава крайбрежията и скалистите дъна на морета, заливи и рифове в райони с тропически, умерен и субтропичен климат. Среща се на дълбочина от 1 до 11 m, при температура на водата от 19,5 до 23,2 °C и соленост 34,4 – 35,3 ‰.

## Описание
На дължина достигат до 32 cm.